# Палата оружја
Палата оружја (рус. Оружейная палата) — је један од најстаријих музеја Московског Кремља. Смјештена је у згради грађеној од 1844—1851. године под архитектом Константином Тоном, као саставни дио кремаљске царске резиденције.

## Историја музеја
Претече данашње Палате оружја су ризница великих московских кнежева и државна радионица за израду оружја, ратне опреме, посуђа, накита, коњске опреме и др. Обје су биле смјештене у згради која се налазила на мјесту данашњег здања. Када је Петар Велики премјестио главни град из Москве у Санкт Петербург, зграда дотадашње ризнице и радионице је постала музеј.

## Музејске збирке
Некадашња царска ризница је данас најбогатији московски музеј. Најстарији предмет је шљем који је највјероватније припадао кнезу Јарославу, оцу Александра Невског.
У двије дворане Палате оружја се налазе радови руских кујунџија (XII-XIX вијека). Непроцјењиву вриједност има збирка збирка тканина и ношњи (XIV-XIX вијека). Богате су и збирке неруских умјетника, нарочито радови златара (XV-XIX вијека). Збирка сребрног посуђа лондонских мајстора из 16. и 17. вијека је тако потпуна, да такве нема ни у Енглеској.
Палата има шест одјељења: оружја, руских златних и сребрних производа од XII-XIX вијека, тканинâ, дјелâ страних мајстора од XV-XIX вијека, старих државних симбола (инсигнија) и одјељење за коњску опрему.